# Herb województwa wielkopolskiego

Herb województwa wielkopolskiego

Herb województwa wielkopolskiego – symbol województwa wielkopolskiego. Herb województwa wielkopolskiego to w polu czerwonym orzeł srebrny, z przepaską złotą na skrzydłach, złotym dziobem zwróconym w prawo, złotymi nogami i złotą przewiązką na ogonie, w polu czerwonym umieszczony na planie trójkątnej gotyckiej tarczy herbowej. Jest to uszczerbiony (pozbawiony korony) orzeł wzorowany na herbie z pieczęci majestatycznej Przemysła II.
Herb został ustanowiony uchwałą sejmiku w dniu 31 stycznia 2000 roku.